# Prolophota
Prolophota is een geslacht van vlinders van de familie spinneruilen (Erebidae), uit de onderfamilie Calpinae.

## Soorten
- P. acutiangulalis Rothschild
- P. bisignata Hampson
- P. mjobergi Prout
- P. trigonifera Hampson, 1896